# Lijst van koningen der Nederlanden
De eerste Koning der Nederlanden uit het geslacht Oranje-Nassau was Willem I, zoon van stadhouder Willem V. Hij regeerde over het Verenigd Koninkrijk der Nederlanden vanaf de oprichting in 1815 tot de onafhankelijkheid van het Koninkrijk België in 1830 (zelf erkende hij de onafhankelijkheid van België pas in 1839) en bleef Koning der Nederlanden tot 1840.
Voor het ontstaan van het Verenigd Koninkrijk der Nederlanden was Lodewijk I Bonaparte koning van Koninkrijk Holland, van 5 juni 1806 tot 1 juli 1810.
Ook zijn 5-jarige zoontje Napoleon Lodewijk Bonaparte is officieel, als Lodewijk II, twaalf dagen koning geweest, waarbij diens moeder Hortense de Beauharnais optrad als regentes. Keizer Napoleon Bonaparte, de broer van Lodewijk I, annexeerde op 13 juli 1810 Koninkrijk Holland. Deze eerste twee koningen van Nederland vormden het precedent dat Willem I gebruikte om ook deze titel te krijgen.
De koningen van het Koninkrijk der Nederlanden zijn grondwettelijk de wettige opvolgers van Willem I, prins van Oranje-Nassau. Ook vrouwelijke staatshoofden hebben grondwettelijk de functie en titel Koning (niet: Koningin), hoewel ze in de praktijk koningin worden genoemd. Daarmee zijn de volgende personen Koning der Nederlanden geweest:

## Koningen der Nederlanden (1815-heden)
Officieel is de naam van het Nederlandse regerende Huis steeds Oranje-Nassau geweest, maar genealogisch gezien behoort koningin Juliana tot het Huis Mecklenburg door haar vader en prinses Beatrix tot het Huis Lippe door haar vader. De huidige koning Willem-Alexander behoort in feite tot het Huis Amsberg.
| Koning | Koning                                                          | Regeerperiode                                                    | Dynastie                           |
| --- | --------------------------------------------------------------- | ---------------------------------------------------------------- | ---------------------------------- |
| | Willem I Willem Frederik van Oranje-Nassau (1772-1843)          | 16 maart 1815 - 7 oktober 1840                                   | Oranje-Nassau                      |
| Afgetreden | Willem I Willem Frederik van Oranje-Nassau (1772-1843)          |                                                                  | Oranje-Nassau                      |
| Vanaf 1813 was Willem Frederik de Soeverein vorst van het Soeverein Vorstendom der Verenigde Nederlanden. In 1815 nam hij de titel koning aan. Hij kreeg de bijnaam koning-koopman (of 'koopman-koning') vanwege zijn bijdrage tot vernieuwing in het land zoals de aanleg van kanalen en spoorwegen, industrialisering en de oprichting van belangrijke economische instellingen. Hij verzette zich tegen invloed van het parlement, godsdienstvrijheid en vooral hevig tegen de Belgische Revolutie. Hij huwde zijn nicht Wilhelmina van Pruisen, dochter van koning Frederik Willem II van Pruisen. In 1840 trad hij op 68-jarige leeftijd af, drie jaar later overleed hij in Berlijn. |                                                                 |                                                                  |                                    |
| | Willem II Willem Frederik George Lodewijk (1792-1849)           | 7 oktober 1840 - 17 maart 1849                                   | Oranje-Nassau                      |
| Overleden | Willem II Willem Frederik George Lodewijk (1792-1849)           |                                                                  | Oranje-Nassau                      |
| Was de oudste zoon van Willem I. Werd binnen de familie Guillot genoemd. Hij kende een roerige jeugd. Hij nam als Engels generaal deel aan de Slag bij Waterloo, waaruit hij lichtgewond, en in de ogen van sommigen zelfs als de "held van Waterloo", terugkwam. Hij maakte plannen om koning Lodewijk XVIII van Frankrijk op te volgen. Deze plannen kwamen echter aan het licht. Hij volgde zijn vader in 1840 op als koning. Het Verenigd Koninkrijk der Nederlanden was toen al veranderd in het Koninkrijk der Nederlanden. Hij huwde grootvorstin Anna Paulowna van Rusland, zus van tsaar Alexander I en zus van tsaar Nicolaas I. Vrij plotseling overleed Willem II in 1849 op 56-jarige leeftijd en werd opgevolgd door Willem III. Onder zijn regering werd Nederland een constitutionele monarchie. |                                                                 |                                                                  |                                    |
| | Willem III Willem Alexander Paul Frederik Lodewijk (1817-1890)  | 17 maart 1849 - 23 november 1890                                 | Oranje-Nassau                      |
| Overleden | Willem III Willem Alexander Paul Frederik Lodewijk (1817-1890)  |                                                                  | Oranje-Nassau                      |
| Was de oudste zoon van Willem II. Hij trad in het huwelijk met zijn volle nicht prinses Sophie van Württemberg, een dochter van koning Willem I van Württemberg en koningin Catharina Paulowna. Catharina was een oudere zus van Willems moeder, Anna. Na de dood van Sophie in 1877 huwde Willem in 1879 met prinses Emma van Waldeck-Pyrmont, dochter van vorst George Victor. Willem III staat vooral bekend om zijn vreemde manier van doen en laten. Later werd hij ook wel bekend als Koning Gorilla. Hij had grote moeite met de beperking van de koninklijke macht zoals deze onder het bewind van zijn vader in 1848 met de grondwetswijziging van Thorbecke tot stand was gekomen. Willem III was tijdens korte periodes in 1889 en 1890 'buiten staat van regeren' verklaard, zijn taken werden toen waargenomen door de Raad van State en later door zijn vrouw Emma. Hij overleed in 1890 op 73-jarige leeftijd. |                                                                 |                                                                  |                                    |
| | Wilhelmina Wilhelmina Helena Pauline Maria (1880-1962)          | 23 november 1890 1890-1898: Emma als regentes - 4 september 1948 | Oranje-Nassau                      |
| Afgetreden | Wilhelmina Wilhelmina Helena Pauline Maria (1880-1962)          |                                                                  | Oranje-Nassau                      |
| Was de enige dochter van Willem III en Emma. Toen haar vader in 1890 overleed was zij nog maar tien jaar jong. Haar moeder werd tot 1898 koningin-regentes in naam van Wilhelmina. Tot nu toe is Wilhelmina het langst regerende Nederlandse staatshoofd. Zij volgde haar vader op omdat diens zonen (Willem, Maurits en Alexander) allen stierven vóór hun vader. Zij huwde prins Hendrik van Mecklenburg-Schwerin, jongste zoon van groothertog Frederik Frans II. Na een aantal onzekere jaren werd er in 1909 een dochter geboren. Wilhelmina regeerde Nederland tijdens de Eerste en Tweede Wereldoorlog. Juliana werd in 1947 en 1948 prinses-regentes van Nederland. Wilhelmina deed uiteindelijk op 4 september 1948 afstand van de troon. Ze overleed te Apeldoorn in 1962 op 82-jarige leeftijd. |                                                                 |                                                                  |                                    |
| | Juliana Juliana Louise Emma Marie Wilhelmina (1909-2004)        | 4 september 1948 - 30 april 1980                                 | Oranje-Nassau Mecklenburg-Schwerin |
| Afgetreden | Juliana Juliana Louise Emma Marie Wilhelmina (1909-2004)        |                                                                  | Oranje-Nassau Mecklenburg-Schwerin |
| De lang verwachte dochter van koningin Wilhelmina. Indien zij niet was geboren, was de troon overgegaan op het Huis Saksen-Weimar-Eisenach, dat familie is van de Oranjes via prinses Sophie, enige dochter van Willem II. Juliana, die in 1937 getrouwd was met de Duitser Bernhard van Lippe-Biesterfeld, werd koningin in 1948. Tijdens haar regering kreeg de monarchie de bijnaam "fietsende monarchie" omdat ze zich net als 'gewone' Nederlanders op de fiets vertoonde. Ze werd zeer populair. Juliana had in de 32 jaar van haar koningschap te maken met in totaal tien verschillende premiers. Onder Piet de Jong werd het wekelijkse spreekuur tussen staatshoofd en regeringsleider ingesteld. Zij bleek daarbij zeer geïnteresseerd in maatschappelijke vraagstukken, meer dan in financieel-economische en defensiekwesties. Eerder deed ze van zich spreken door middenin de Koude Oorlog te pleiten voor vrede. Dit droeg bij aan de Greet Hofmans-affaire. Bernhard kwam later in opspraak door de Lockheed-affaire. Op haar 71e verjaardag deed ze afstand van de regering in 1980 ten gunste van haar oudste dochter Beatrix. Ze overleed in 2004 op 94-jarige leeftijd. |                                                                 |                                                                  |                                    |
| | Beatrix Beatrix Wilhelmina Armgard (1938)                       | 30 april 1980 - 30 april 2013                                    | Oranje-Nassau Lippe-Biesterfeld    |
| Afgetreden | Beatrix Beatrix Wilhelmina Armgard (1938)                       |                                                                  | Oranje-Nassau Lippe-Biesterfeld    |
| De oudste dochter van Juliana. Zij huwde in 1966 met de Duitser Claus van Amsberg. Dit werd niet door iedereen toegejuicht omdat de herinnering aan de Duitse bezetting nog vers was; Claus was in zijn jeugd verplicht bij de Hitlerjugend en de Wehrmacht geweest. Uit het huwelijk werden drie jongens geboren: Willem-Alexander, Friso en Constantijn. Beatrix stond bekend om haar meer afstandelijke stijl in vergelijking met haar moeder. Anderzijds werd zij geroemd om haar professionele werkwijze en ze werd eveneens populair bij een groot deel van de bevolking. Ze deed in 2013 op 75-jarige leeftijd afstand van de regering. |                                                                 |                                                                  |                                    |
| | Willem-Alexander Willem-Alexander Claus George Ferdinand (1967) | 30 april 2013 - heden                                            | Oranje-Nassau Amsberg              |
| De oudste zoon van Beatrix. In zijn jaren als kroonprins was hij onder andere actief als piloot, lid van het IOC en bij het bevorderen van goed waterbeheer. Hij trouwde in 2002 met de Argentijnse Máxima Zorreguieta. Dit huwelijk was aanvankelijk eveneens omstreden, niet om Máxima zelf maar vanwege het dubieuze verleden van haar vader Jorge Zorreguieta. Uit het huwelijk werden drie dochters geboren: Amalia, Alexia en Ariane. |                                                                 |                                                                  |                                    |